# Magnance de Bourgogne
Magnance de Bourgogne ou sainte Magnance (née à Ravenne, Italie - morte en 448 en Bourgogne, près de l'actuel village de Sainte-Magnance) est une sainte catholique.

## Biographie
Magnance faisait partie des cinq femmes choisies à Ravenne pour accompagner jusqu'à Auxerre le corps de l'évêque Germain. Celui-ci, mort en 448 à Ravenne alors qu'il était venu faire ratifier un traité de paix par l'empereur Valentinien III, avait exprimé avant de mourir sa volonté d'être enterré dans sa ville d'Auxerre, en Bourgogne.
Tombée malade, elle mourut en route et fut enterrée au bord de la via Agrippa.
Sa sépulture fut redécouverte au VIIe siècle, à la suite du rêve d'un pèlerin. Son corps fut exhumé et ses reliques transportées dans l'église du village voisin de Saint-Pierre de Cordois, qui prit alors le nom de Sainte-Magnance.
En 2009 est édifié le long de la Nationale 6, sur le lieu présumé de la sépulture de Magnance, un monument la représentant avec saint Germain d'Auxerre.

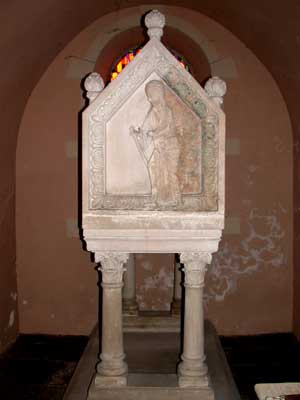
Sépulture de Magnance dans l'église Sainte-Magnance de Sainte-Magnance.
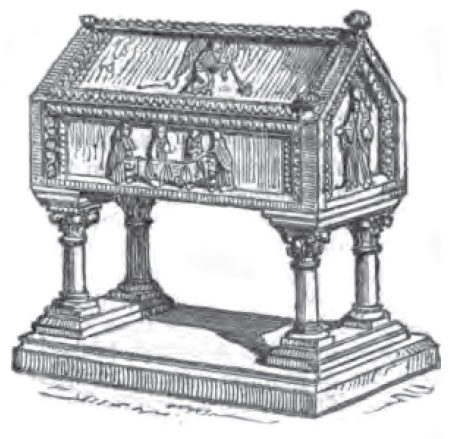
Sépulture de Magnance, Victor Petit, 1870.

## Sources
- Maurice Pignard-Péguet, Histoire des communes de l'Yonne, Paris, les Éd. de la Tour Gile, 1913 (réimpr. Les Éditions de la Tour Gile, 1998), 570 p. (ISBN 2-87802-326-9, BNF 36991743)